# Red Road (strip)
Red Road is een Zwitserse stripreeks die begonnen is in januari 1988 met Derib (Claude de Ribaupierre) als schrijver en tekenaar.
De reeks gaat over de achterkleinzoon van Hij die tweemaal geboren werd. De verhalen werden in 2021 gebundeld in een integraal.

## Albums
Alle albums zijn geschreven en getekend door Claude de Ribaupierre.
| Nummer | Titel             | Uitgever(s)                                       |
| ------ | ----------------- | ------------------------------------------------- |
| 1      | American Buffalos | Uitgeverij Blitz, Editions Crystal BD, Le Lombard |
| 2      | Business Rodeo    | Le Lombard                                        |
| 3      | Bad Lands         | Le Lombard                                        |
| 4      | Wakan             | Le Lombard                                        |